# Plauditus gloveri
Plauditus gloveri is een haft uit de familie Baetidae. De wetenschappelijke naam van de soort is voor het eerst geldig gepubliceerd in 1998 door McCafferty & Waltz.
De soort komt voor in het Nearctisch gebied.